# První bitva u Lexingtonu
První bitva u Lexingtonu, známá též jako bitva Hemp Bales (konopných žoků), byla bitvou americké občanské války, která proběhla ve dnech 13.–20. září 1861 mezi armádou Unie a prokonfederační missourskou státní gardou (MSG) u Lexingtonu, správního sídla okresu Lafayette, Missouri. Vítězství státní gardy v této bitvě posílilo již tak značné projižanské cítění v této oblasti a na krátkou dobu konsolidovalo kontrolu Konfederace nad údolím Missouri. Tuto bitvu je nutno odlišovat od druhé bitvy u Lexingtonu, která proběhla dne 19. října 1864 a ve které též zvítězila armáda Konfederace.

## Předehra
Před občanskou válkou byl Lexington zemědělské město s více než 4000 obyvateli a bylo sídlem správy okresu Lafayette. Bylo místně důležitým sídlem v oblasti řeky Missouri v západní a centrální části státu Missouri. K bohatství města přispíval říční obchod s konopím (používaným na výrobu lan), tabákem, uhlím a dobytkem. Mnoho obyvatel, stejně jako v přilehlých okresech, byli otroci, kteří tvořili 31,7 % obyvatel okresu Lafayette. Proto většina bělochů byla na začátku konfliktu prokonfederačního smýšlení.

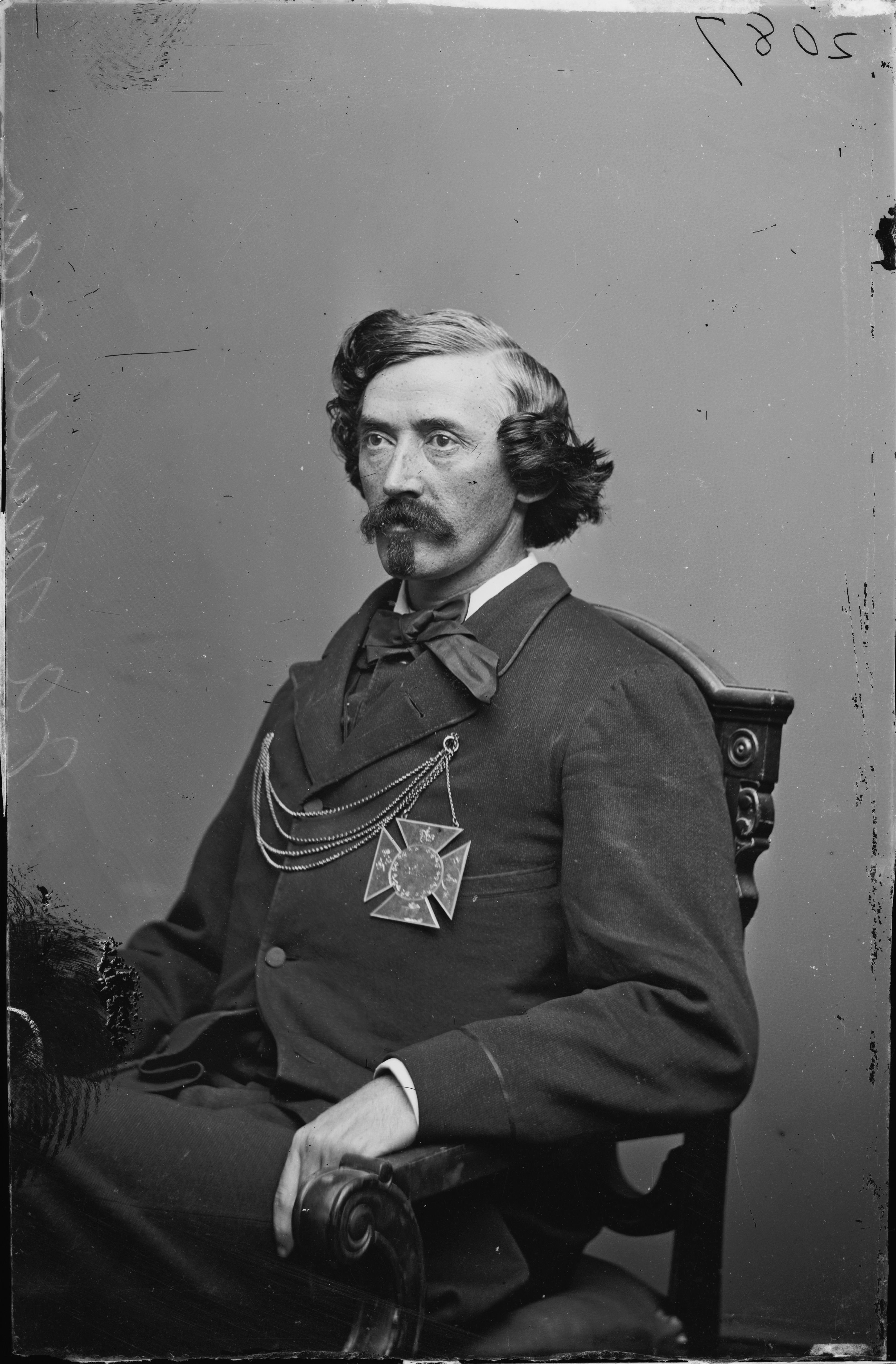
Plukovník James A. Mulligan, velitel armády Unie

John C. Fremont, velitel západní federální oblasti, požadoval ovládnout řeku Missouri a zpomalit stoupence Jihu v této oblasti. Za tímto účelem byla v červenci 1861 vybudována v Lexingtonu pevnost, jejímž velitelem se stal plukovník Charles Stifel a kde byl umístěn 5. regiment armádních záloh Spojených států, složený z Němců ze St. Louis. Stifel a jeho podřízení velitelé byli brzy nahrazeni pěti kompaniemi Lafayettské okresní domobrany pod velení kapitána Fredericka W. Beckera. Tyto jednotky byly později doplněny 14. regimentem domobrany pod velením podplukovníka Roberta Whitea, který převzal velení nad posádkou. White byl následně vystřídán plukovníkem Thomas A. Marshallem, který dorazil s 1. Illinoiskou kavalerií.

Po svém vítězství u Wilson's Creek 10. srpna prokonfederační Missourská státní garda konsolidovala své síly v severních a centrálních částech státu Missouri a pochodovala pod velením generálmajora Sterlinga Priceho na Lexington .
Dne 10. září 1861 plukovník James A. Mulligan dostal pod své velení také 23. Illinoiský dobrovolnický pěší pluk. 11. září dorazil 13. Missourský pěší pluk (USA), Van Hornův prapor armádních záloh Spojených států a 27. Missourský horský pěší pluk poté, co evakuovaly Warrensburg tváří v tvář houževnatému postupu Priceovy armády. Mulligan tak velel 3500 mužům, kteří rychle budovali rozsáhlé opevnění kolem městské univerzity Masonic College, káceli stromy, aby nebylo možné je zapálit palbou a stavěli opevnění kolem budov kolejí a poslucháren. Jeho nadřízení poslali další posily pod velením Samuela D. Sturgise, se kterým Mulligan počítal pro upevnění svých pozic. Posily však byly napadeny silami konfederace, varovanými telegrafem a byly nuceny ustoupit.

## Zahájení bitvy
Price se svoji armádou dorazil k Lexingtonu 11. září 1861. Zahájil však útok až o dva dny později, díky kterým se obranné pozice federace staly příliš obtížnými pro dobytí přímým útokem. 13. září se šest kompanií 13. Missourského pěšího pluku, podporované dvěma kompaniemi 1. Illinoisské kavalerie, střetlo s postupujícími jednotkami Priceovy armády mezi náhrobními kameny hřbitova Machpelah Cemetery na jih od města v naději, že získají čas pro zbytek Mulliganových lidí na dokončení obranných přípravných prací.

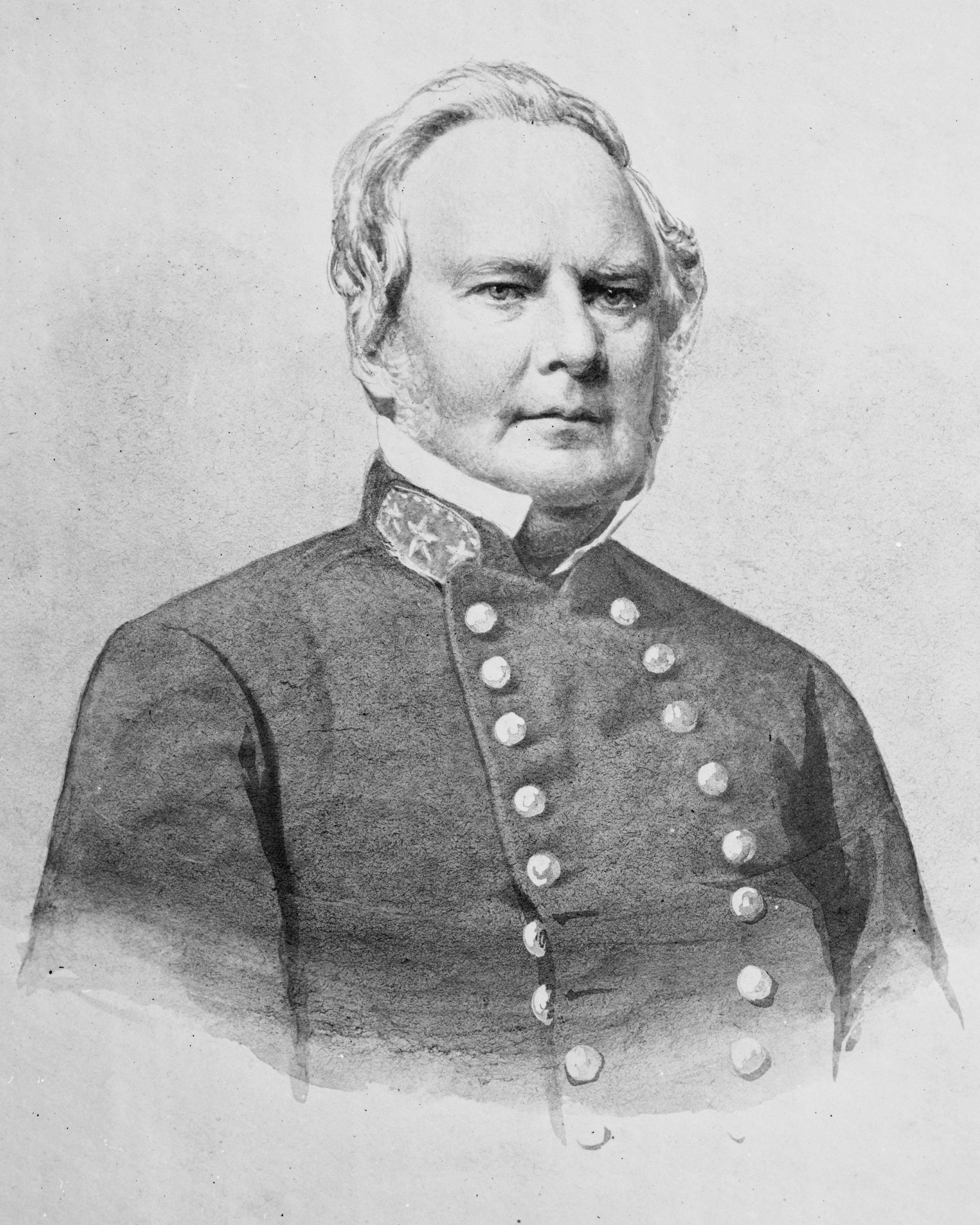
Generálmajor Sterling Price, velitel MSG

Price zamýšlel zdolat unionistické pevnůstky jedinou rychlou ztečí, ale tvrdohlavá obrana hřbitova způsobila, že jeho vojenské jednotky spotřebovaly velkou část svého střeliva. Tento vývoj v kombinaci s proslulou povahou unionistické fortifikace vedly k tomu, že další útok byl prakticky neproveditelný. Priceovo dělostřelectvo proto zahájilo odstřelování federální obrany.
Jakmile dostal unionistické opevnění u Lexingtonu pod tlak, Price se rozhodl počkat na nákladní vozy se střelivem, ostatními dodávkami a posilami dříve, než zaútočí na svého protivníka. Stojí za zmínku ho citovat: „Je to zbytečné, pozabíjet tady chlapce,“ řekl. „Trpělivost nám dá, co chceme.“ Poté přikázal své pěchotě ustoupit zpět do prostoru okresního trhoviště.
Den 18. září určil Price jako den nového útoku. Státní garda, rozvinutá pod těžkou unionistickou dělostřeleckou palbou, tlačila nepřítele zpět, dovnitř jeho opevňovacích prací. Priceovo dělostřelectvo odpovědělo na Mulliganovu palbu devíti hodinami palby, přičemž chtěli využít zahřátých střel k zapálení Masonic College a dalších federálních pozic. Mulligan umístil v hlavních budovách univerzity mladé vojáky, aby odstraňovali dopadající střely dříve, než by byly budovy zachváceny požárem.

## Andersonův dům
Tato budova byla popsána místními novinami jako: "největší a nejlépe uspořádaný obytný dům západně St. Louis". Andersonův dům měl tři podlaží, vybudované v starořeckém slohu Oliverem Andersonem, předním lexingtonským továrníkem. Někdy kolem července 1861 byla Andersonova rodina násilně vystěhována z jejich domova, který přiléhal k Mulliganovu opevnění a unionistická posádka tam zřídila lazaret. 

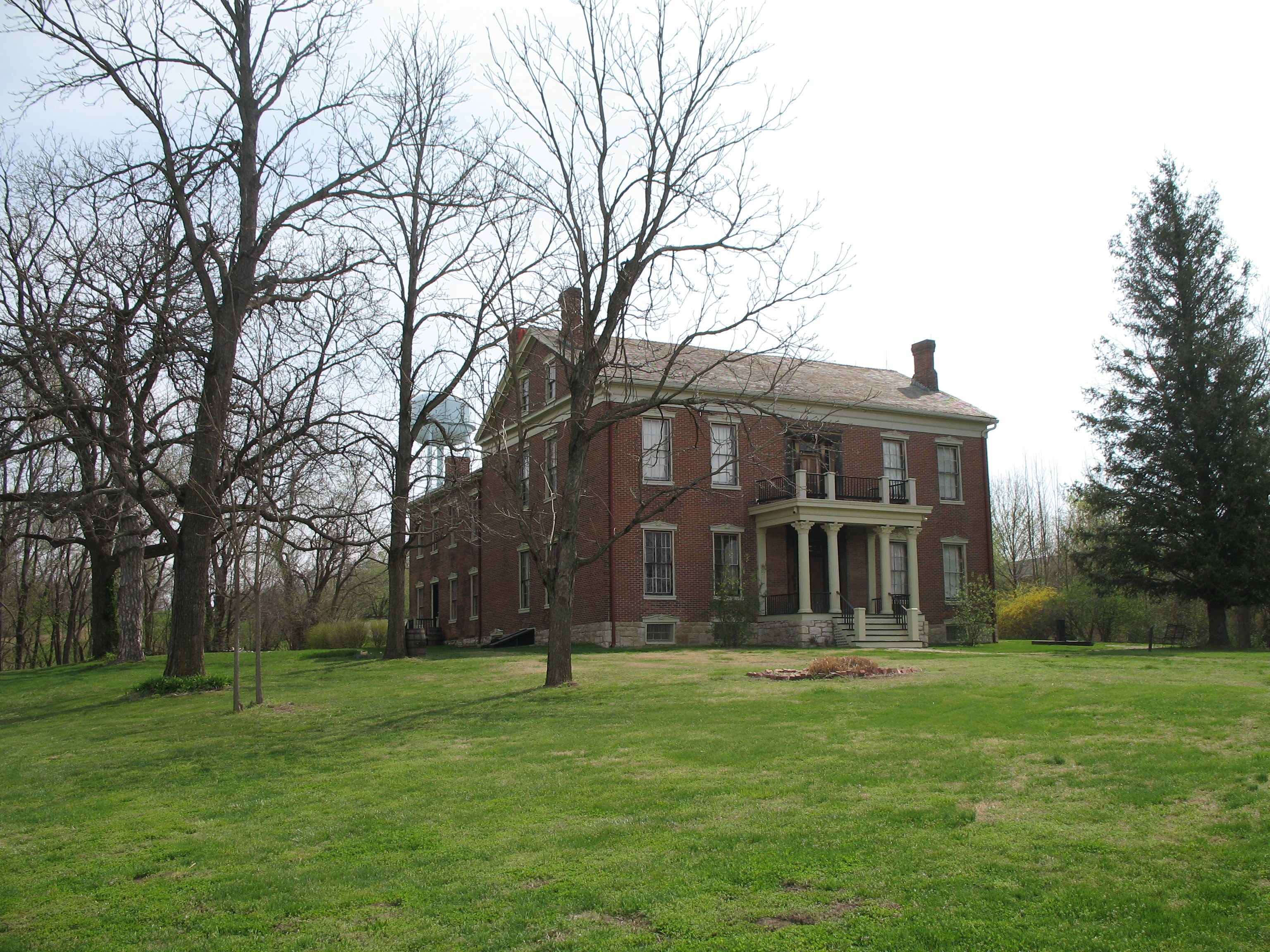
Andersonův dům

Na začátku bitvy u Lexingtonu zabralo lazaret v Andersonově domu přes sto nemocných nebo zraněných vojáků Unie. Lékařská péče byla svěřená chirurgovi Dr. Cooleymu, zatímco o duchovní potřeby vojáků pečoval otec Butler, kaplan 23. Illinoiské. Kvůli jeho strategickému významu generál Thomas Harris na Priceovův rozkaz přikázal dne 18. září vojákům z jeho 2. divize MSG dům obsadit. Šokován porušením válečných zákonů, plukovník Mulligen vydal rozkaz dobýt dům zpět. Za cenu těžkých ztrát na životech obsadila dům kompanie B 23. Illinoiského, kompanie B 13. Missourského společně s dobrovolníky z 1. Illinoiské kavalerie. Harrisovy jednotky však na sklonku dne znovu dům obsadily a tento pak zůstal v rukou státní gardy.

Nejvíce kontroverzní incident bitvy nastal během federálního útoku na Andersonův dům, kdy unionističtí vojáci společně popravili tři vojáky státní gardy na podestě velkého schodiště ve vstupní hale domu. Jižané tvrdili, že tito muži se již vzdali a mělo být s nimi zacházeno jako s válečnými zajatci. Federální vojenské jednotky, které utrpěly četné ztráty při znovu dobytí rezidence, je v první řadě považovaly za vězně vzhledem k tomu, že porušili válečné zákony a napadli nemocnici. Andersonův dům byl těžce poškozen dělovými a puškovými projektily a mnoho děr je ještě dnes uvnitř domu viditelných (v současnosti se v něm nachází muzeum).

## Příprava k finálnímu útoku
Dne 9. září missourští vojáci konsolidovali své pozice, drželi federální vojáky pod těžkou dělostřeleckou palbou a připravovali se na závěrečný útok. Před obránci stál jeden problém, a to chronický nedostatek vody. Studny uvnitř unionistických linií vyschly a odstřelovači státní gardy byli schopni pokrýt blízké prameny a dostali každého muže, který se snažil k pramenům přiblížit. Mulligan se domníval, že by ženy mohly uspět tam, kde jeho lidé selhali a poslal je k pramenu. Missourští zastavili palbu a dokonce jim dovolili vzít několik jídelních misek s vodou zpět pro sužované federální vojáky. Toto malé gesto nicméně nemohlo vyřešit stále rostoucí krizi, vyvolanou žízní v unionistických pevnostech, která nakonec přispěla k jejich porážce.

Generál Price umístil dne 18. září své velitelství v Lexingtonu v budově banky na hlavní třídě číslo 926, stojící přes ulici naproti Lafayettskému okresnímu soudu. Během bitvy u Lexingtonu řídil Price operace státní gardy z místnosti ve druhém poschodí. 

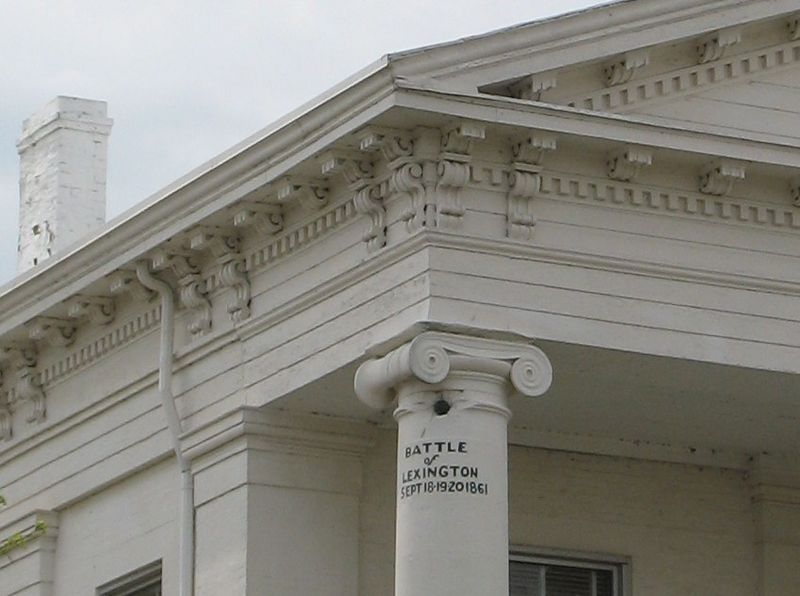
dělová koule ve sloupu budovy okresního soudu

Následujícího dne dělová střela, pravděpodobně vystřelená z baterie státní gardy pod velením kapitána Hirama Bledsoa, zasáhla budovu soudu jen asi sto yardů od Priceova velitelství. Tato střela zůstává hluboko zarytá v levém sloupu budovy dodnes a stala se z ní místní turistická atrakce.
Navečer dne 19. září vojáci 2. divize (MSG) brigádního generála Thomase A. Harrise začali s využitím žoků konopí, kterých se zmocnili v blízkých skladech, budovat pohyblivou předprseň směrem k zákopům Unie. Všechny tyto žoky byly přes noc namočeny v řece, aby se staly odolnými proti zahřátým střelám, vypálených z federálních zbraní. Harrisův plán, který předal svým vojákům, spočíval v tom, že následujícího den budou válet žoky do kopce a používat je jako kryt k tomu, aby se dostali dost blízko k unionistickému opevnění a mohli uskutečnit závěrečný útok. Linie žoků konopí začínala v nejbližším okolí Andersonova domu a pokračovala asi 200 yardů podél svahu směrem na sever. Leckde byly žoky konopí nakupeny až dva metry vysoko, aby poskytovaly dostatečnou ochranu.

## Závěrečný útok
Brzy ráno 20. září se Harrisovi lidé rozvinuli ukrytí za mobilní předprsní. Jak boj pokračoval, státní gardisté z dalších Harrisových divizí se ukrývali za konopnými žoky a zvyšovali četnost palby směrem na opevnění Unie. Ačkoli unionističtí obránci pálili do postupujících žoků rozpálenými dělovými koulemi, žoky namáčené v řece celou předešlou noc poskytovaly útočníkům dostatečnou ochranu proti střelám obráncům. Brzy odpoledne se válející opevnění dostalo dostatečně blízko k obranným liniím Unie, že mohli Jižané vzít opevnění federace závěrečnou ztečí. Mulligan si vyžádal čas na kapitulaci a do 2:00 odpoledne jeho lidé vyklidili zákopy, vyklidili opevnění a složili zbraně.
O mnoho let později ve své knize The Rise and Fall of the Confederate Government prezident Jefferson Davis uvedl, že trik s žoky konopí byla brilantní koncepce ne nepodobná tomu, co provedl Tarik, nesmrtelný saracénský válečník, který dal své jméno severnímu z Herkulových sloupů.

## Oběti a následky
Počet obětí byl relativně nízký, protože bitva byla velkou měrou vedena z chráněných pozic. Price ztratil jen 25 mrtvých a 72 zraněných, zatímco federálové ztratili 39 mrtvých a 120 zraněných. Relativně lehké oběti na životech jsou přisuzovány Mulliganovým vynikajícím opevňovacím zákopům a Harrisově inspiraci s žoky konopí. Výsledkem však byla ztráta unionistické pevnosti. Poražení vojáci Unie byli nuceni vyslechnout řeč sesazeného prokonfederačního guvernéra Missouri Claiborna F. Jacksona, který viděl chybu v tom, že do jeho státu vstoupili bez pozvání a válčili proti jeho občanům. Federální vojáci pak byli generálem Pricem na čestné slovo propuštěni s jednou pozoruhodnou výjimkou, a tou byl plukovník Mulligan, který propuštění na čestné slovo odmítl. Price byla údajně tak ohromen jeho způsoby a chováním během bitvy a po ní, že sám nabídl Mulliganovi svého vlastního koně a kočár a přikázal ho bezpečně doprovodit k liniím Unie. Mulligen byl později, 24. června 1864 zabit při druhé bitvě u Kernstownu nedaleko Winchesteru, stát Virginie.
Mezi oběťmi první bitvy u Lexingtona byl podplukovník Benjamin W. Grover, velící 27. Missourskému horskému pěšímu pluku, který byl zraněn koulí z ručnice na stehně a podlehl zranění dne 31. října 1861.